# Inácio João Dal Monte
Inácio João Dal Monte OFMCap (* 28. August 1897 in Ribeirão Preto; † 29. Mai 1963 in Guaxupé) war ein brasilianischer Ordensgeistlicher und römisch-katholischer Bischof von Guaxupé.

## Biografie
Er wurde am 28. August 1897 in der brasilianischen Stadt Ribeirão Preto im Bundesstaat São Paulo als Sohn italienischer Einwanderer geboren. Nach dem Tod seines Vaters zog er in die Gegend von Mussolente in Italien. Kurz darauf starb auch seine Mutter. Er war sieben Jahre alt und wurde von seinen Onkeln aufgezogen. 1908 trat er dem Orden der Kapuziner bei und legte am 8. Dezember 1921 seine ewigen Gelübde ab.
Am 5. April 1924 empfing er durch den Patriarchen Pietro Kardinal La Fontaine in Venedig die Priesterweihe. Im September 1925 wurde er zusammen mit anderen Kapuziner-Franziskanern nach Brasilien in den Bundesstaat Paraná zurückgeschickt.
Bruder Inácio wurde am 15. März 1949 von Papst Pius XII. zum Titularbischof von Agbia und Koadjutorbischof von Joinville in Santa Catarina ernannt. Nach drei Jahren als Bischof in Joinville wurde er am 21. Mai 1952 zum Diözesanbischof von Guaxupé ernannt und trat sein Amt am 8. September an. Vom 11. Oktober bis 8. Dezember 1962 nahm Dom Inácio an der ersten Sitzung des Zweiten Vatikanischen Konzils teil.
Im Januar 1963 erlitt er in Poços de Caldas eine arterielle Thrombose, und sein rechtes Bein musste amputiert werden. Inácio starb am 29. Mai 1963 in der Santa Casa de Guaxupé an einer Gehirnthrombose. Er starb im Ruf der Heiligkeit, und 2017 begann sein Seligsprechungsprozess, aufgrund dessen Dom Inácio den Titel Diener Gottes erhielt. Die Untersuchung der diözesanen Phase des Prozesses endete im Juni 2022. Postulator für die Causa ist der Italiener Paolo Vilotta.